# Anna Larssen
Anna Vilhelmine Johanne Dorthea Larssen, født Halberg, senere Anna Larssen Bjørner (12. september 1875 – 6. marts 1955) var en dansk skuespillerinde og prædikant.
Hun var 1885-1909 ansat ved Dagmarteatret, senere ved Folketeatret. Hun afbrød i 1909 sin lysende scenekarriere, da af viede sit liv til pinsebevægelsen. Hun fik en central plads blandt de usædvanlig mange kvindelige prædikanter i den tidlige pinsebevægelse.
Hun var forlovet både med forfatteren Gustav Wied (hun hævede forlovelsen, da hun så ham i badedragt) og skuespilleren Johannes Poulsen. Hun blev gift i 1894 med forfatteren Otto Larssen, med hvem hun fik sønnen Finn. Ægteskabet blev opløst i 1898. Hun giftede sig anden gang i 1912 med Sigurd Bjørner, som i 1924 blev grundlægger af den Apostolske Kirke i Danmark.
En af Danmarks allertidligste film er en dokumentar fra 1901, som viser Anna Larssen i sit påklædningsværelse. Erik Aschengreen fortæller om sit møde med Anna Larssen Bjørner i Fra et liv med dans (Gyldendal, 2016).
Et fortiet faktum indenfor den danske pinsebevægelse er at Anna og hendes mand var universalister en tid. Geir Lie skriver i artikkelen "Den apostolske kirke" i Teologisk Forum nr. 1, 2000, følgende: "Ukjent for flere er det, kanskje, at både Folkertsen og ekteparet Bjørner på denne tid bifalt universalismen, dvs. læren om alles endelige frelse. Under et pinsestevne, hvor både Barratt og den svenske pinselederen Lewi Pethrus deltok, ble den heterodokse læren konfrontert og et overveiende flertall (heri inklusiv ekteparet Bjørner) bøyde seg for Barratt og Pethrus forståelse av “frelse eller fortapelse.” Et fåtall brøt imidlertid med menigheten."

## Forfatterskab
- Hvad vi tror og lærer. En kort redegørelse til kristenheden i Danmark, 1920
- Teater og Tempel (selvbiografi), 1935.
- Hørt, tænkt og talt, 1954.